# Alpinarium Galtür
Das Alpinarium Galtür ist ein Museum und ein Dokumentationszentrum zum Leben im hochalpinen Raum mit einer künstlichen Kletteranlage für Kinder ab 6 Jahren in Galtür im Tirol (Österreich). Es ist gleichzeitig eine Gedenkstätte für die Opfer des Lawinenunglücks vom 23. Februar 1999. Das Alpinarium bildet einen zentralen Bestandteil der 345 Meter langen und 19 Meter hohen Lawinenschutzmauer, die nach dem dortigen Unglück im Zentrum des Orts errichtet wurde.

## Geschichte
Das Alpinarium ist mit seinem Standort Galtür, einer hochalpinen Siedlung von Walsern im hintersten Paznauntal im Tirol, eng verknüpft. Die Bewahrung des alpinen Lebensraums als Natur- und Kulturraum genoss seit je her in dieser Region einen hohen Stellenwert. Auslöser für den Bau des Alpinariums war das Vorhaben, die großen Innenräume des riesigen Lawinenschutzdammes maximal auszunützen. Dieser Damm war nach der Lawinenkatastrophe von 1999 errichtet worden. Er sollte deshalb für eine Einrichtung genutzt werden, die verschiedenen Bedürfnissen gerecht werden sollte (touristischen, wissenschaftlichen und regionalgeschichtlichen).
Der Rohbau, entworfen von Friedrich Falch, Landeck (Tirol), dem langjährigen Ortsplaner von Galtür, wurde innerhalb von nur fünf Monaten errichtet. Mit der Entwicklung eines Gesamtkonzepts wurde ein hochkarätiges Expertenteam beauftragt, das im Juli 2001 der Öffentlichkeit sein Projekt vorstellte. 2002 begannen die Schweizer Innenarchitekten Sollberger-Bögli, Biel, mit dem Innenraumausbau, worauf das Alpinarium am 31. Mai 2003 eröffnet wurde.

## Nutzung
In einer Dauerausstellung wird die Wechselbeziehung von Mensch und Natur im alpinen Raum ins Zentrum gerückt und ausführlich thematisiert. Zusätzlich lädt das Alpinarium auch regelmäßig zu Sonderausstellungen ein.

## Betreiber
Das Alpinarium Galtür ist eine gemeinnützige GmbH. Einziger Gesellschafter ist die Gemeinde Galtür.  

## Auszeichnungen
Das Alpinarium Galtür verfügt über das Österreichische Museumsgütesiegel. Es wurde außerdem 2007 und 2015 für den Preis als Europäisches Museum des Jahres nominiert. 